# Os Cariocas
Os Cariocas é um conjunto vocal, criado por Ismael Neto em 1942, cujo repertório é a música popular brasileira (MPB), figurando entre os mais antigos do Brasil.

## Histórico
Cantavam em festinhas da vizinhança no bairro da Tijuca, quando participaram do programa de calouros Papel Carbono, de Renato Murce, pela Rádio Nacional do Rio de Janeiro, vindo a obter o segundo lugar. Em novas tentativas no programa, obtiveram a primeira colocação por duas vezes seguidas. Em 1946, um teste na Rádio Nacional—realizado na presença de Haroldo Barbosa, Paulo Tapajós e Radamés Gnattali, regente da orquestra da emissora—inclui o conjunto em um programa musical chamado Um milhão de melodias. Participaram dos programas Canção romântica e Quando canta o Brasil. Tiveram participação nos programas de auditório de César de Alencar, Manoel Barcelos e Paulo Gracindo. O grupo sobressaiu-se pela mistura de polifonia e efeitos rítmicos, que era diferente da dos conjuntos de sucesso na época, tais como Bando da Lua (acompanhavam Carmem Miranda), Os Anjos do Inferno e os Quatro Ases e um Coringa, que passaram a cantar em quatro ou cinco vozes.
Os componentes do conjunto eram Ismael Neto; Severino Filho; Emanuel Furtado, o Badeco; Waldir Viviani; e Jorge Quartarone, o Quartera. Nesse período inicial, o grupo apresentava influências do jazz, sobretudo do swing.
Sua primeira gravação foi um disco de 78 rpm, pela gravadora Continental, com as músicas Adeus América (Haroldo Barbosa/Geraldo Jaques) e Nova ilusão (José Menezes/Luís Bittencourt). Em 1950, gravaram a música Valsa de uma cidade (Ismael Neto/Antônio Maria). Junto com a cantora Marlene, gravaram Qui nem jiló e Macapá, ambas compostas por Luiz Gonzaga e Humberto Teixeira.
O conjunto foi contratado pela RCA Victor, gravando as canções Podem falar (Ismael Neto/Antônio Maria) e O último beijo (Ismael Neto/Nestor de Holanda). Esta gravação foi usada como prefixo do programa de TV - Discos impossíveis de Flávio Cavalcanti. Canções juninas, como Baile na roça (Ismael Neto) e Pula fogueira(Haroldo Lobo/Mílton Oliveira), figuravam entre as diversas gravadas.
Em 1956, morre, prematuramente, Ismael Neto, e Severino Filho convida sua irmã Hortênsia Silva para fazer a voz de falsete. O disco Os Cariocas a Ismael Neto, pela gravadora Columbia,  foi uma homenagem do grupo a seu fundador.
Na gravadora Continental, foram levados a gravar Born too late, Chá-chá-chá baiano e Always and forever -- músicas que não pertenciam ao estilo do conjunto. Num dos lados desses 78 rpm, colocaram a música Chega de saudade (Tom Jobim/Vinícius de Moraes), com João Gilberto ao violão. Foi com esta melodia que Os Cariocas fizeram sua entrada definitiva na bossa nova. Em 1962, participaram do show  "O encontro", na boate carioca Au Bon Gourmet, ao lado de Tom Jobim, Vinícius de Moraes, João Gilberto, os músicos Milton Banana (bateria) e Otávio Bailly (baixo). As músicas mais simbólicas da Bossa Nova foram apresentadas, entre elas: Samba do avião, Samba de uma nota só, Corcovado, Garota de Ipanema e outras.
Atuaram por diversas vezes no programa de TV, O Fino da Bossa, apresentado por Elis Regina e Jair Rodrigues, pela TV Record - Canal 7, de São Paulo.
Excursionaram pela Argentina, Porto Rico, Estados Unidos e México em 1965.
Fizeram shows em Nova Iorque e Washington, no anfiteatro Carter Barron, tendo a participação de Astrud Gilberto e Paul Anka. Em Nova Iorque, apresentaram-se no programa de TV , To-night Show, comandado por Johnny Carson, na rede NBC. Gravaram quatro programas para o canal 11 de Buenos Aires.
Por divergências com o maestro Severino Filho, o conjunto ficou separado por vinte e um anos, com cada integrante cuidando de sua vida particular. A música do grupo continuou a ser divulgada pelas emissoras de rádio.
Em 1987, o pianista Alberto Chineli convidou para ouvir o arranjo feito para a música Da cor do pecado, de Bororó. Severino Filho, entusiasmado, fez o arranjo vocal e chamou os integrantes do conjunto para voltarem aos palcos e aos discos.
Dos conjuntos vocais atuais, Quarteto do Rio e MPB4 são os que mais se assemelham ao estilo do grupo.

## Fatos
- 1988 - A prefeitura do Rio de Janeiro, convida para participar do movimento pelo "Não" à emancipação da Barra da Tijuca, cantando A Barra é carioca, ela é carioca, satirizando Ela é carioca (Tom Jobim/Vinícius de Moraes).
- 1990 - Foi agraciado com o prêmio Sharp pelo lançamento do disco A minha namorada - gravadora Som Livre. No Memorial da América Latina, em São Paulo, é acompanhado pela Orquestra Jazz Sinfônica da Universidade Livre de Música. No Centro Cultural Banco do Brasil - participou no espetáculo em homenagem a Vinícius de Moraes.
- 1992 - Recebeu o prêmio Sharp, com o disco Reconquistar. Foi lançado, inclusive, nos Estados Unidos.
- 1993 - Sala Cecília Meireles, Rio de Janeiro - foram acompanhados pela orquestra brasileira Luiz Eça - direção de Marino Boffa.
- 1996 - Espetáculo de inauguração do teatro Tom Jobim na embaixada brasileira em Assunção, Paraguai.
- 1998 - Espetáculo em Miami, junto com Leny Andrade, Roberto Menescal e Wanda Sá. Ainda no mesmo ano, participou da gravação do compact disc Crooner, a convite de Milton Nascimento.
- 1999 - Turnê por todo o Brasil com o espetáculo Rio, gosto de você.
- 2004 - Bossa Nova in Concert - espetáculo realizado no Canecão, do Rio de Janeiro, com as participações de Johnny Alf, João Donato, Carlos Lyra, Roberto Menescal, Wanda Sá, Lenny Andrade, Pery Ribeiro, Durval Ferreira, Eliane Elias, Marcos Valle e Bossacucanova.
- 2016 - No dia 1 de março de 2016, faleceu Severino Filho[2].

## Formações
- Primeira formação - Ismael Neto, Severino Filho, Emmanoel Furtado ("Badeco"), Jorge Quartarone ("Quartera") e Waldir Viviani.
- Segunda formação - Hortênsia Silva, Severino Filho, "Badeco", "Quartera" e Waldir Viviani.
- Terceira formação - Severino Filho, "Badeco", "Quartera" e Waldir Viviani.
- Quarta formação - Severino Filho, "Badeco", "Quartera" e Luís Roberto.
- Quinta formação - Severino Filho, "Badeco", "Quartera" e Edson Bastos.
- Sexta formação - Severino Filho, "Badeco", "Quartera" e Eloi Vicente.
- Sétima formação - Severino Filho, Neil Carlos Teixeira, "Quartera" e Eloi Vicente.
- Oitava formação - Severino Filho, Hernane Castro, Neil Carlos Teixeira e Eloi Vicente.
- Nona formação - Severino Filho, Eloi Vicente, Neil Carlos Teixeira e Fabio Luna

## Discografia
- 1948 - Os Cariocas
- 1949 - Os Cariocas (3 gravações)
- 1949 - Os Cariocas e Marlene
- 1950 - Os Cariocas com a orquestra de Lyrio Panicali
- 1950 - Os Cariocas (2 gravações)
- 1951 - Os Cariocas (3 gravações)
- 1952 - Os Cariocas (7 gravações)
- 1952 - Os Cariocas com Luiz Gonzaga
- 1952 - Bob Nelson e Os Cariocas
- 1953 - Os Cariocas (3 gravações)
- 1953 - Heleninha Costa e Os Cariocas
- 1954 - Os Cariocas
- 1954 - Sinfonia do Rio de Janeiro
- 1955 - Os Cariocas
- 1956 - Os Cariocas (3 gravações)
- 1957 - Os Cariocas (7 gravações)
- 1957 - Os Cariocas e Ismael Neto
- 1958 - O melhor de ... Os Cariocas
- 1960 - Tom Jobim e Billy Blanco
- 1960 - Os Cariocas (2 gravações)
- 1961 - Os Cariocas (compacto duplo)
- 1961 - Os Cariocas (2 gravações)
- 1962 - Os Cariocas (3 gravações)
- 1962 - A Bossa dos Cariocas
- 1962 - A Bossa dos Cariocas
- 1963 - Mais Bossa com Os Cariocas
- 1964 - A grande bossa dos Cariocas
- 1965 - Os Cariocas (coletânea)
- 1965 - Os Cariocas de quatrocentas Bossas
- 1966 - Arte & Vozes
- 1966 - Passaporte
- 1975 - Os Cariocas (coletânea)
- 1979 - A arte de Os Cariocas (coletânea)
- 1988 - O melhor de Os Cariocas (coletânea)
- 1990 - Minha namorada
- 1991 - Reconquistar
- 1994 - Os Cariocas - Mestres da MPB (coletânea)
- 1997 - Tim Maia & Os Cariocas - Amigo do Rei
- 1997 - A Bossa Brasileira
- 1998 - Os Clássicos Carioca
- 1998 - Os Cariocas - Os grandes da MPB (coletânea)
- 1999 - Crooner
- 2003 - Os Cariocas Com Bossa
- 2004 - Bossa Cariocas
- 2010 - Nossa Alma Canta
- 2013 -  Estamos Aí

### Participações especiais
- 1959 - Orquestra Pan American - Samba internacional
- 1960 - Orquestra Pan American - Star dust
- 1962 - Metais e vozes em festival - orquestra e coral de Severino Filho
- 1966 - A quem possa interessar
- 1978 - O Fino ... - Os grandes momentos
- 1989 - Cidadão - Moraes Moreira
- 1990 - Bossa Nova Wonderland
- 1991 - Noel Rosa - songbook
- 1991 - Rio Show Festival - A noite da Bossa Nova
- 1992 - Vinícius de Moraes - volumes 2 e 3 - songbook
- 1993 - Dorival Caymmi - volume 3 - songbook Luminar
- 1994 - Carlos Lyra - songbook
- 1995 - Ary Barroso - volume 2 - songbook
- 1996 - Bossa Nova - O amor, o sorriso e a flor - 3 volumes
- 1996 - Tom Jobim - volume 2 - songbook Luminar
- 1997 - Casa da Bossa
- 1999 - João Donato - volume 3 - songbook
- 2004 - Hino do Fome Zero (Roberto Menescal/Abel Silva) participo ao lado de Gilberto Gil e outros cantores.